# Клин (Тверская область)
Клин  — деревня в Торжокском районе Тверской области. Входит в состав Яконовского сельского поселения.

## География
Находится в центральной части Тверской области на расстоянии приблизительно 25 км на северо-запад по прямой от районного центра города Торжок.

## История
Деревня была отмечена еще на карте 1825 года. В 1859 году здесь (деревня Новоторжского уезда Тверской губернии) было учтено 22 двора, в 1938 — 40. До 2017 года входила в Осташковское сельское поселение.

## Население
Численность населения: 232 человека (1859 год), 45 (русские 100 %) в 2002 году, 40 в 2010.